# Вегман, Фраукье
Фраукье Вегман (нидерл. Froukje Wegman, род. 22 апреля 1979) — голландская спортсменка, гребчиха, призёр кубка мира по академической гребле, а также Летних Олимпийских игр 2004 года.

## Биография
Фраукье Вегман родилась 22 апреля 1979 года в нидерландском городе Гауда, Южная Голландия. Тренировалась в клубе «R.S.V.U. Okeanos», (Амстердам). Профессиональную карьеру гребца начала с 2000 года. Завершила выступления в 2014 году и с 1 января 2015 приступила к работе врачом на тренировочной базе при Свободном Университете Амстердама.
Первые профессиональные соревнования на международной арене в которых Вегман приняла участие был III этап кубка мира по академической гребле 2000 года в Люцерне, Швейцария (2000 WORLD ROWING CUP III). В финале заплыва четверок голландская команда гребцов с результатом 07:02.330 выиграла серебряную медаль, преодолев дистанцию на втором месте со старта и до самого финиша. Третье место заработала команда из Австралии (07:03.510), а первое за немецкими спортсменками (06:58.390).
На Летних Олимпийских играх 2004 года в Афинах команда Вегман финишировала третьей и выиграла бронзовые медали в заплыве восьмерок с рулевой. С результатом 06:58.540 голландские гребцы уступили первенство соперницам из Германии (06:57.330) и Румынии (06:56.050).